# Anabaena
Anabaena – rodzaj sinic nitkowatych z rodziny Nostocales. Występuje jako endofit na wilgotnej powierzchni gleby i mchów, w komorach powietrznych paproci Azolla jako symbiont, w planktonie oraz pod korą w bulwach korzeniowych sagowców. Sinice z tego rodzaju są zdolne do wiązania azotu atmosferycznego. W żyznych wodach tworzą zakwity.
U bakterii z rodzaju Anabaena występuje zróżnicowanie komórek nici na trzy poszczególne rodzaje:
- Komórki wegetatywne – przeprowadzają fotosyntezę, są zdolne do podziałów, mogą przekształcić się w dwa pozostałe typy komórek.

- Spory - Akineta (komórki przetrwalne) – powstają w wyniku przekształcenia się komórek wegetatywnych. Następuje zgrubienie dwóch ścian komórkowych, protoplast wykształca dodatkową, cienką błonę. Zwiększają się rozmiary komórki. Zanikają barwniki asymilacyjne, a w cytoplazmie odkładają się substancje zapasowe.

- Heterocysty – komórki zdolne do wiązania azotu atmosferycznego, dzięki obecności nitrogenazy i utrzymywaniu środowiska beztlenowego. Mają kulisty kształt, zgrubiałe ściany komórkowe, zazwyczaj są pozbawione ziarnistości.